# Спотинг
Спотинг (від англійського слова «spot» — «побачити», «упізнати»; також плейн-спотинг, тобто авіаційний спотинг) — особливий вид хобі, ведення реєстру літаків, супроводжується фотографуванням і відеозйомкою літальних апаратів, найчастіше літаків.

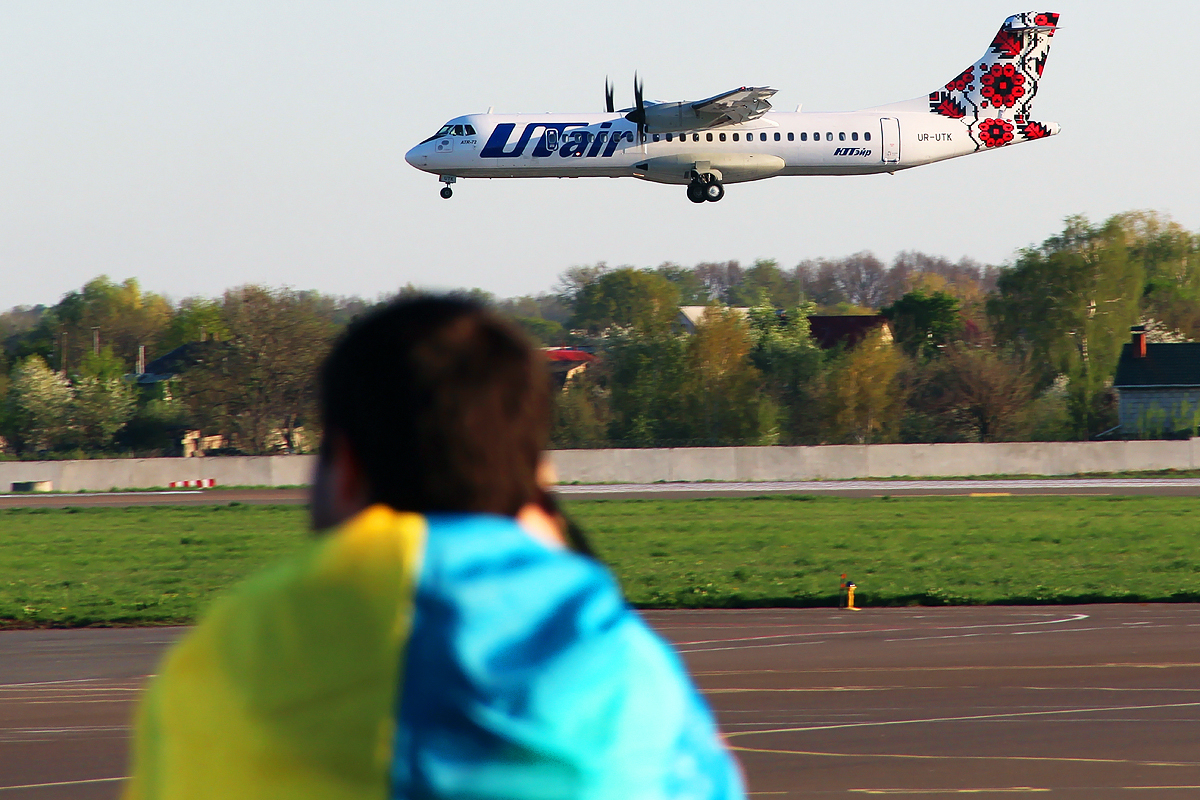
Спотер фотографує літак в аеропорту «Бориспіль»

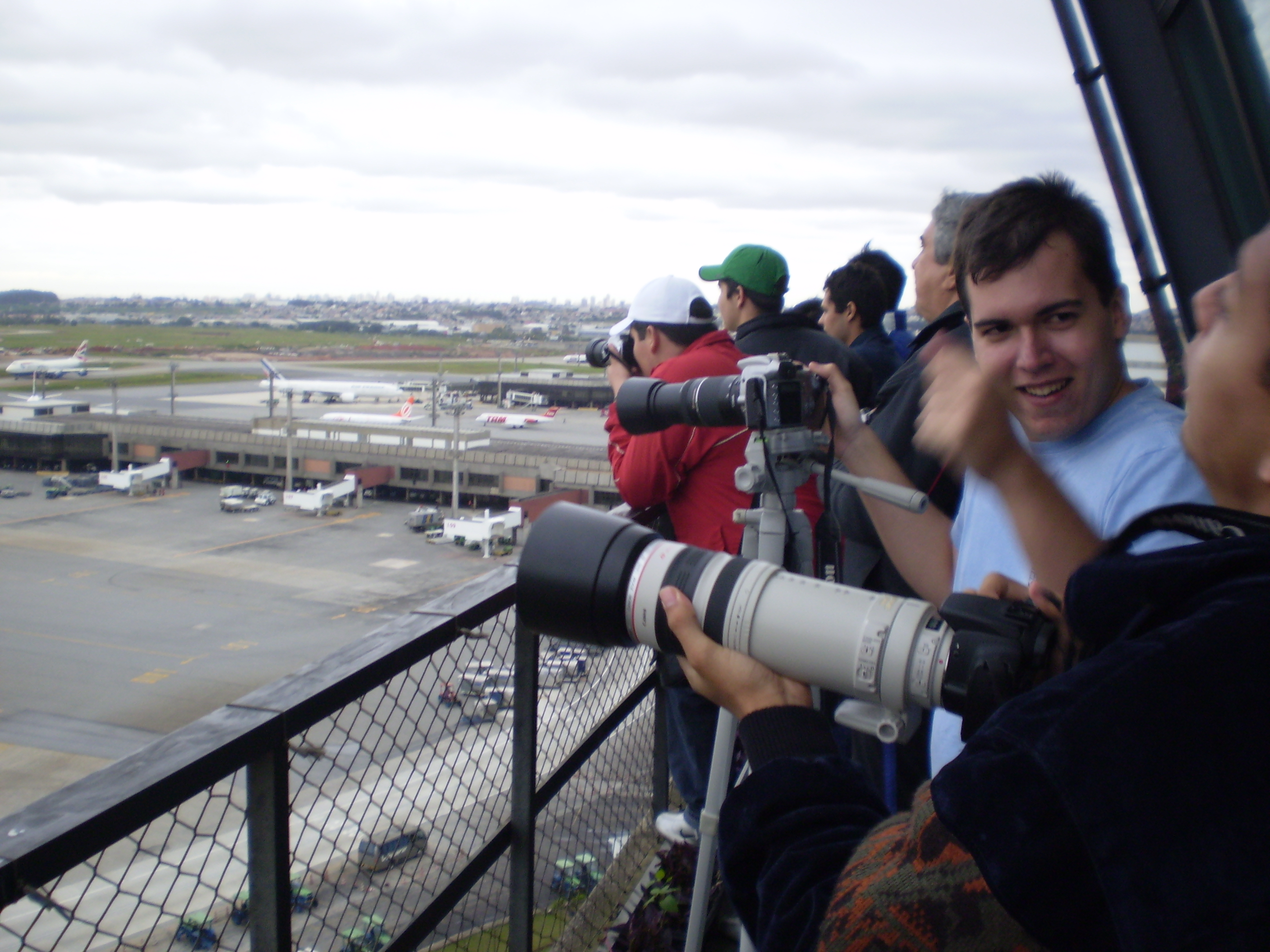
Спотери на вежі контролю в Міжнародному Аеропорту São Paulo/Guarulhos

Головне для плейн-спотера визначити що за літак, його бортовий номер, серійний номер, все це звичайно супроводжується фотографуванням чи відозйомкою для наочності, або просто записом в «блокноті споттера». Місцем споттінгу служить аеропорт або невеликий аеродром. При самому поширеному виді полювання — сідаючих літаків — зазвичай вибирається місце під глісадою злітно-посадкової смуги. Для якісного фотографування рухомих з великою швидкістю (до 300 км/год) об'єктів необхідний великий досвід, тому спотери займаються улюбленою справою як можна частіше. Багато вирушають в інші міста, щоб познімати в місцевому аеропорту.
Під час холодної війни в західних країнах спотинг був особливо популярний. Вважалося величезною удачею зафільмувати радянський літак, оскільки в СРСР фотографувати аеропорти і літаки було заборонено.

## Радарспотинг і система ADS-B
В даний час набуває поширення радарспотинг, в якому спотери ведуть спостереження за повітряними суднами, обладнаними системою ADS-B за допомогою спеціальних приймачів і програмного забезпечення на екрані монітору ПК.
ADS-B — це технологія, при якій «кожне повітряне судно бачить інше», що дозволяє запобігати пілотам небезпечні ситуації, іншим же дозволяє спостерігати. Повітряне судно, що обладнане системою ADS-B, кожну секунду передає по радіо свої GPS координати, швидкість, висоту, курс, номер рейсу, сквок, залишок палива тощо. Приймачі ADS-B, встановлені на борту іншого повітряного судна, в диспетчерському пункті або у вас удома, приймають ці дані для точного відображення на екрані монітора положення повітряних суден як в небі, так на землі.
Радарспотинг нерідко поєднаний з плейн-спотингом, оскільки дозволяє безперервно моніторити повітряний простір на предмет появи заздалегідь заданого повітряного судна з повідомленням при появі по телефону або сигналом комп'ютера.

## Спотинг-майданчики
Найбільш відомі в світі місця для спотингу:
- Пляж Махо поруч з аеропортом Принцеси Джуліани на острові Святого Мартіна.
- Сквер біля ресторану In-N-Out біля аеропорту Лос-Анджелеса.
- Закритий нині гонконзький аеропорт Кай-Так.
- Аеропорт Амстердаму, де замість огорожі використовується рів з водою, внаслідок чого відкривається гарний вид на злітно-посадкову смугу.

## Правове регулювання

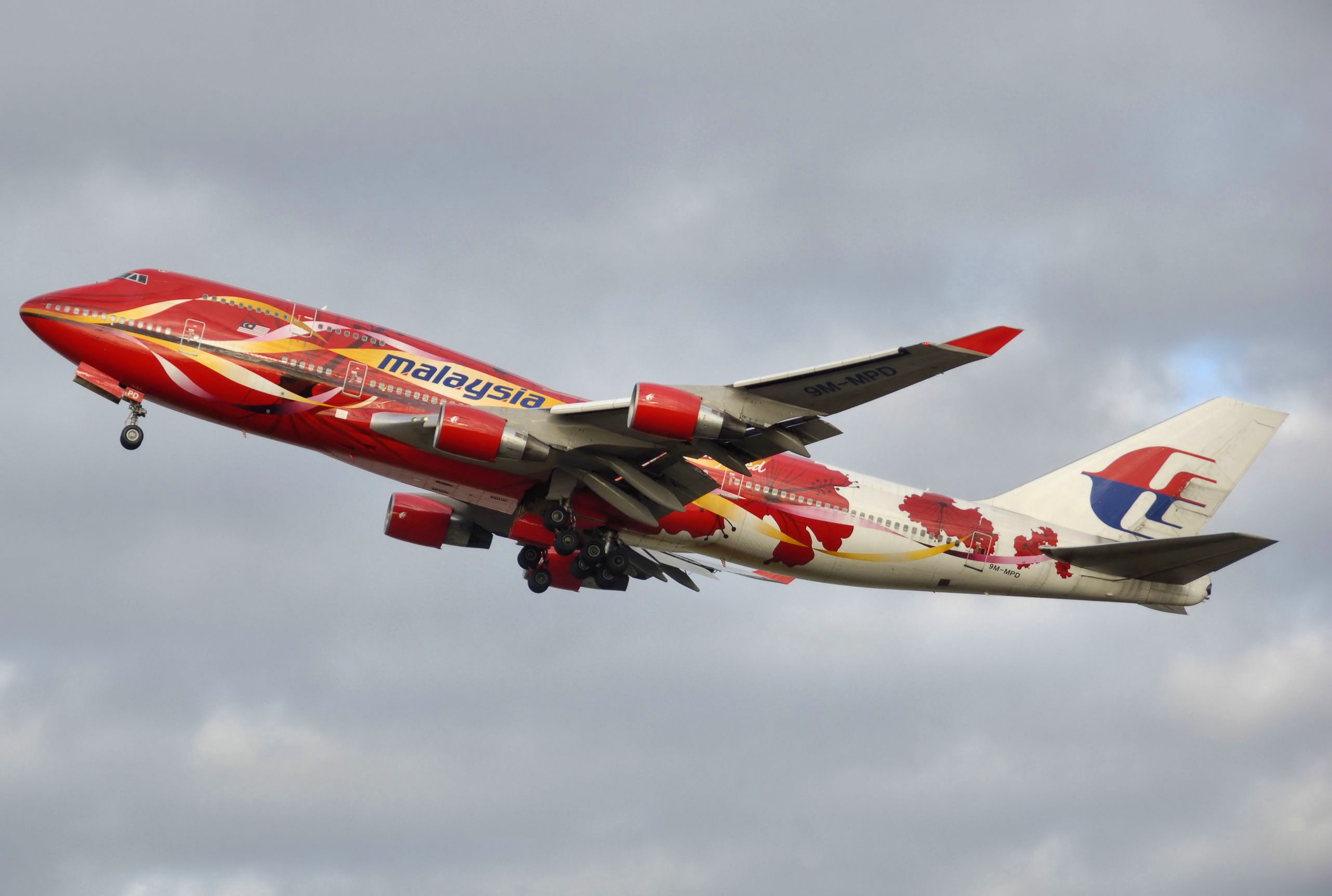
Фотографи люблять літаки з рідкісним розфарбуванням фюзеляжу. Наприклад, Boeing 747-400, Малайзійські авіалінії

Правове становище плейн-спотингу не визначено в жодній країні.
Відомий випадок, коли в 2001 році у грецька поліція затримала 14 спотерів (12 британців і двох громадян Нідерландів, коли ті знімали в околицях бази грецьких ВПС Каламата. Їм загрожував термін по 20 років за звинуваченням у шпигунстві. Через 6 тижнів їм було пред'явлено інше звинувачення — в незаконному зборі інформації. Проте їх випустили під заставу в 9000 фунтів стерлінгів. У квітні наступного року, впевнені в своїй невинуватості, вони подали відповідний позов проти Греції. Підсумок був несподіваним: вісьмох засудили до трьох років ув'язнення, інших — до одного року. У листопаді того ж року з 11 британців були зняті всі звинувачення.
Тим не менш, іноді зустрічаються і зворотні приклади, коли спотерські заходи організовуються офіційно.

## Спотинг в Україні
Спотинг повільно набуває популярності в Україні. В першу чергу це пов'язане з нешвидким розвитком авіації. Відомі групи «Київські та Бориспільські Спотери», а також сайт, що об'єднує українських спотерів Spotters.aero